# Principi d'ortogonalitat
En estadística i processament de senyals, el principi d'ortogonalitat és una condició necessària i suficient per a l'optimalitat d'un estimador bayesià. En termes generals, el principi d'ortogonalitat diu que el vector d'error de l'estimador òptim (en el sentit de l'error quadràtic mitjà) és ortogonal a qualsevol estimador possible. El principi d'ortogonalitat s'enuncia més habitualment per a estimadors lineals, però són possibles formulacions més generals. Com que el principi és una condició necessària i suficient per a l'optimalitat, es pot utilitzar per trobar l'estimador de l'error quadràtic mitjà mínim.

## Principi d'ortogonalitat per a estimadors lineals
El principi d'ortogonalitat s'utilitza més habitualment en el context de l'estimació lineal. En aquest context, sigui x un vector aleatori desconegut que s'ha d'estimar a partir del vector d'observació y. Es vol construir un estimador lineal. {\displaystyle {\hat {x}}=Hy+c} per a alguna matriu H i vector c. Aleshores, el principi d'ortogonalitat estableix que un estimador {\displaystyle {\hat {x}}} aconsegueix un error quadràtic mitjà mínim si i només si
- {\displaystyle \operatorname {E} \{({\hat {x}}-x)y^{T}\}=0,} i
- {\displaystyle \operatorname {E} \{{\hat {x}}-x\}=0.}

Si x i y tenen mitjana zero, aleshores n'hi ha prou amb exigir la primera condició.

### Exemple
Suposem que x és una variable aleatòria gaussiana amb mitjana m i variància {\displaystyle \sigma _{x}^{2}.} Suposem també que observem un valor {\displaystyle y=x+w,} on w és el soroll gaussià que és independent de x i té mitjana 0 i variància {\displaystyle \sigma _{w}^{2}.} Volem trobar un estimador lineal {\displaystyle {\hat {x}}=hy+c} minimitzant l'MSE. Substituint l'expressió {\displaystyle {\hat {x}}=hy+c} en els dos requisits del principi d'ortogonalitat, obtenim
{\displaystyle 0=\operatorname {E} \{({\hat {x}}-x)y\}}
{\displaystyle 0=\operatorname {E} \{(hx+hw+c-x)(x+w)\}}
{\displaystyle 0=h(\sigma _{x}^{2}+\sigma _{w}^{2})+hm^{2}+cm-\sigma _{x}^{2}-m^{2}}
i
{\displaystyle 0=\operatorname {E} \{{\hat {x}}-x\}}
{\displaystyle 0=\operatorname {E} \{hx+hw+c-x\}}
{\displaystyle 0=(h-1)m+c.}
Resolent aquestes dues equacions lineals per a h i c resulta en
{\displaystyle h={\frac {\sigma _{x}^{2}}{\sigma _{x}^{2}+\sigma _{w}^{2}}},\quad c={\frac {\sigma _{w}^{2}}{\sigma _{x}^{2}+\sigma _{w}^{2}}}m,}
de manera que l'estimador lineal de l'error quadràtic mitjà mínim ve donat per
{\displaystyle {\hat {x}}={\frac {\sigma _{x}^{2}}{\sigma _{x}^{2}+\sigma _{w}^{2}}}y+{\frac {\sigma _{w}^{2}}{\sigma _{x}^{2}+\sigma _{w}^{2}}}m.}
Aquest estimador es pot interpretar com una mitjana ponderada entre les mesures sorolloses y i el valor esperat previ m. Si la variància del soroll {\displaystyle \sigma _{w}^{2}} és baixa en comparació amb la variància de l'anterior {\displaystyle \sigma _{x}^{2}} (corresponent a una SNR alta), aleshores la major part del pes es dóna a les mesures y, que es consideren més fiables que la informació prèvia. Per contra, si la variància del soroll és relativament més alta, l'estimació serà propera a m, ja que les mesures no són prou fiables per superar la informació prèvia.
Finalment, cal tenir en compte que, com que les variables x i y són conjuntament gaussianes, l'estimador mínim de l'EQM és lineal. Per tant, en aquest cas, l'estimador anterior minimitza l'EQM entre tots els estimadors, no només els estimadors lineals.

## Formulació general
Deixa {\displaystyle V} sigui un espai de Hilbert de variables aleatòries amb un producte intern definit per {\displaystyle \langle x,y\rangle =\operatorname {E} \{x^{H}y\}}. Suposem {\displaystyle W} és un subespai tancat de {\displaystyle V}, que representa l'espai de tots els estimadors possibles. Es vol trobar un vector {\displaystyle {\hat {x}}\in W} que aproximarà un vector {\displaystyle x\in V}. Més precisament, es vol minimitzar l'error quadràtic mitjà (MSE) {\displaystyle \operatorname {E} \|x-{\hat {x}}\|^{2}} entre {\displaystyle {\hat {x}}} i {\displaystyle x}.
En el cas especial dels estimadors lineals descrits anteriorment, l'espai {\displaystyle V} és el conjunt de totes les funcions de {\displaystyle x} i {\displaystyle y}, mentre {\displaystyle W} és el conjunt d'estimadors lineals, és a dir, funcions lineals de {\displaystyle y} només. Altres configuracions que es poden formular d'aquesta manera inclouen el subespai dels filtres lineals causals i el subespai de tots els estimadors (possiblement no lineals).
Geomètricament, podem veure aquest problema amb el següent cas simple on {\displaystyle W} és un subespai unidimensional:
Volem trobar l'aproximació més propera al vector {\displaystyle x} per un vector {\displaystyle {\hat {x}}} a l'espai {\displaystyle W}. A partir de la interpretació geomètrica, és intuïtiu que la millor aproximació, o l'error més petit, es produeix quan el vector d'error, {\displaystyle e}, és ortogonal als vectors de l'espai {\displaystyle W}.
Més precisament, el principi general d'ortogonalitat estableix el següent: Donat un subespai tancat {\displaystyle W} d'estimadors dins d'un espai de Hilbert {\displaystyle V} i un element {\displaystyle x} en {\displaystyle V}, un element {\displaystyle {\hat {x}}\in W} aconsegueix un MSE mínim entre tots els elements de {\displaystyle W} si i només si {\displaystyle \operatorname {E} \{(x-{\hat {x}})y^{T}\}=0} per a tots {\displaystyle y\in W.}
Dit d'aquesta manera, aquest principi és simplement una afirmació del teorema de projecció de Hilbert. No obstant això, l'ús extensiu d'aquest resultat en el processament de senyals ha donat lloc al nom de "principi d'ortogonalitat".

## Una solució als problemes de minimització d'errors
La següent és una manera de trobar l'estimador de l'error quadràtic mitjà mínim utilitzant el principi d'ortogonalitat.
Volem poder aproximar un vector {\displaystyle x} per
{\displaystyle x={\hat {x}}+e\,}
on
{\displaystyle {\hat {x}}=\sum _{i}c_{i}p_{i}}
és l'aproximació de {\displaystyle x} com a combinació lineal de vectors en el subespai {\displaystyle W} cobert per {\displaystyle p_{1},p_{2},\ldots .} Per tant, volem poder resoldre els coeficients, {\displaystyle c_{i}}, de manera que puguem escriure la nostra aproximació en termes coneguts.
Pel teorema d'ortogonalitat, la norma quadrada del vector d'error, {\displaystyle \left\Vert e\right\Vert ^{2}}, es minimitza quan, per a tot j ,
{\displaystyle \left\langle x-\sum _{i}c_{i}p_{i},p_{j}\right\rangle =0.}
Desenvolupant aquesta equació, obtenim
{\displaystyle \left\langle x,p_{j}\right\rangle =\left\langle \sum _{i}c_{i}p_{i},p_{j}\right\rangle =\sum _{i}c_{i}\left\langle p_{i},p_{j}\right\rangle .}
Si hi ha un nombre finit {\displaystyle n} de vectors {\displaystyle p_{i}}, es pot escriure aquesta equació en forma matricial com a
{\displaystyle {\begin{bmatrix}\left\langle x,p_{1}\right\rangle \\\left\langle x,p_{2}\right\rangle \\\vdots \\\left\langle x,p_{n}\right\rangle \end{bmatrix}}={\begin{bmatrix}\left\langle p_{1},p_{1}\right\rangle &\left\langle p_{2},p_{1}\right\rangle &\cdots &\left\langle p_{n},p_{1}\right\rangle \\\left\langle p_{1},p_{2}\right\rangle &\left\langle p_{2},p_{2}\right\rangle &\cdots &\left\langle p_{n},p_{2}\right\rangle \\\vdots &\vdots &\ddots &\vdots \\\left\langle p_{1},p_{n}\right\rangle &\left\langle p_{2},p_{n}\right\rangle &\cdots &\left\langle p_{n},p_{n}\right\rangle \end{bmatrix}}{\begin{bmatrix}c_{1}\\c_{2}\\\vdots \\c_{n}\end{bmatrix}}.}
Suposant que {\displaystyle p_{i}} són linealment independents, la matriu de Gramian es pot invertir per obtenir
{\displaystyle {\begin{bmatrix}c_{1}\\c_{2}\\\vdots \\c_{n}\end{bmatrix}}={\begin{bmatrix}\left\langle p_{1},p_{1}\right\rangle &\left\langle p_{2},p_{1}\right\rangle &\cdots &\left\langle p_{n},p_{1}\right\rangle \\\left\langle p_{1},p_{2}\right\rangle &\left\langle p_{2},p_{2}\right\rangle &\cdots &\left\langle p_{n},p_{2}\right\rangle \\\vdots &\vdots &\ddots &\vdots \\\left\langle p_{1},p_{n}\right\rangle &\left\langle p_{2},p_{n}\right\rangle &\cdots &\left\langle p_{n},p_{n}\right\rangle \end{bmatrix}}^{-1}{\begin{bmatrix}\left\langle x,p_{1}\right\rangle \\\left\langle x,p_{2}\right\rangle \\\vdots \\\left\langle x,p_{n}\right\rangle \end{bmatrix}},}
proporcionant així una expressió per als coeficients {\displaystyle c_{i}} de l'estimador de l'error quadràtic mitjà mínim.